# Ballycotton

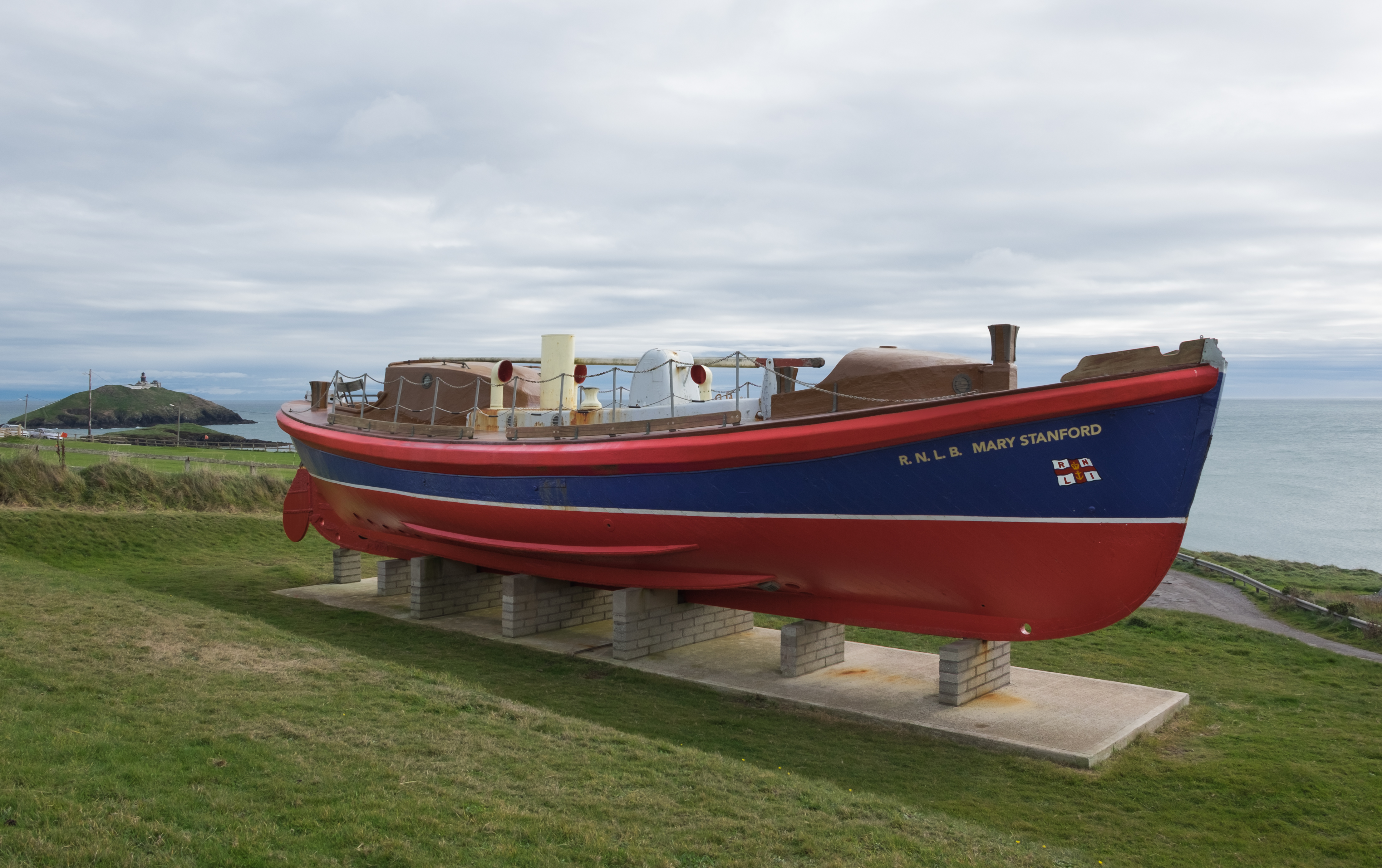
Räddningsbåten Mary Stanford i Ballycotton

Ballycotton (iriska: Baile Choitín) är en liten fiskeby i grevskapet Cork längs den irländska sydkusten. Tätorten (settlement) Ballycotton hade 497 invånare vid folkräkningen 2016.
Royal National Lifeboat Association inrättade en sjöräddningsstation i Ballycotton 1858.
Ballycotton Island ligger omkring 2 kilometer från byn och har en fyr som invigdes 1851. Fyren elektrifierades 1975 och automatiserades 1992.

## Externa länkar

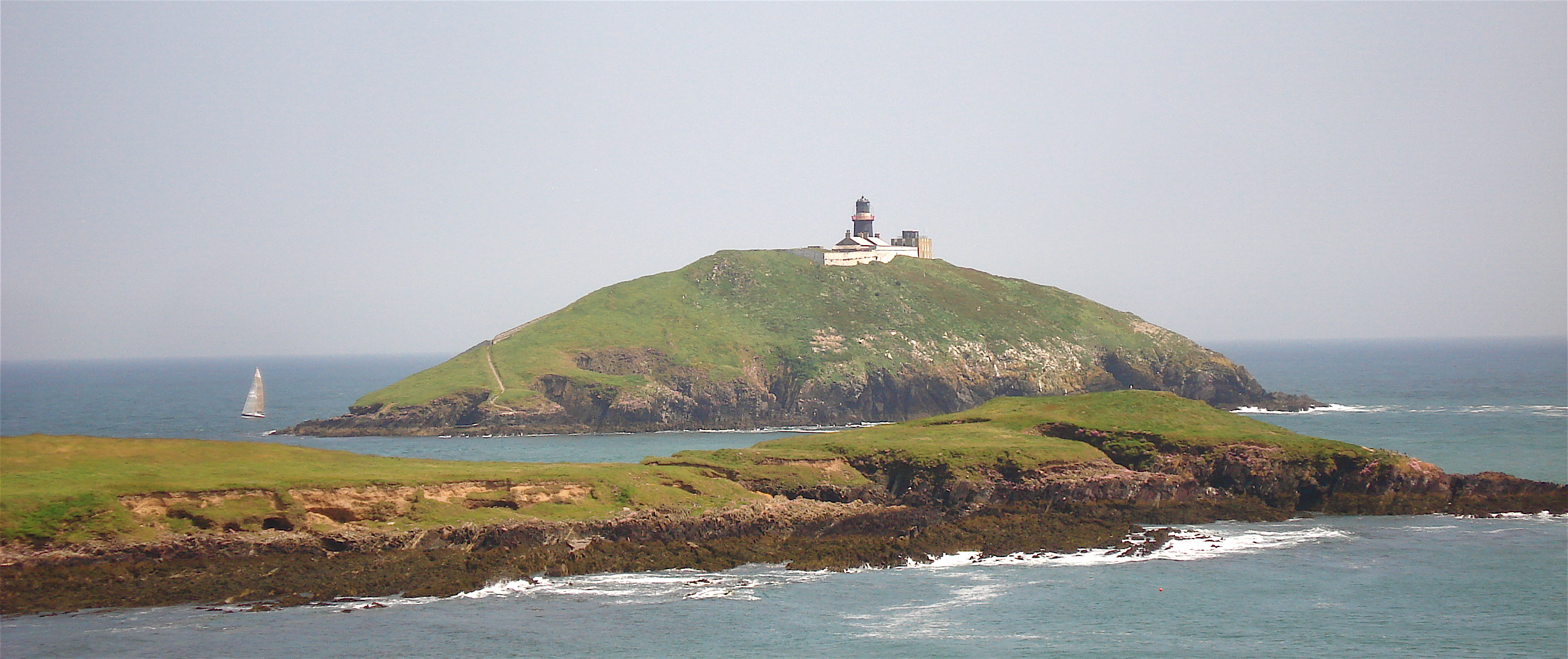
Ballycottons fyr